# Calcolatrice (Apple)
Calcolatrice è un'applicazione calcolatrice software sviluppata dalla Apple Inc., inclusa in iOS, macOS e, da ultimo, in iPadOS. È stata pubblicata come parte del floppy di avvio del System 1 il 24 gennaio 1984.

## iOS
L'applicazione per iOS è disponibile sull'iPhone. Dispone di due modalità, una base che include il tastierino numerico e le operazioni base, e una scientifica, accessibile capovolgendo lo schermo, che include i calcoli esponenziali e alcune funzioni trigonometriche.
Con iPhone OS 1.1.1 essa riceve una nuova interfaccia grafica e con iPhone OS 2 viene aggiunta la modalità scientifica e viene ridisegnata l'icona. Infine, con iOS 7 è stato aggiunto un bottone nel Centro di Controllo per accedere velocemente all'applicazione.

## macOS
L'applicazione per macOS risale alle prime versioni della piattaforma Macintosh. Da Mac OS X Tiger, l'applicazione disponeva di un widget nella Dashboard. Da OS X Yosemite è anche presente un widget nel Centro Notifiche. Da Mac OS X Leopard è possibile effettuare calcoli anche tramite la barra Spotlight, come, ad esempio, somma, sottrazione, divisione, moltiplicazione e percentuale.
L'applicazione dispone delle seguenti modalità:
- la base, che include le operazioni essenziali e un pad numerico, provvisto di tasti di memoria;
- la scientifica, che supporta esponenti e funzioni trigonometriche;
- la modalità programmatore, che fornisce all'utente più opzioni relative alla programmazione.

L'app Calcolatrice supporta anche la notazione polacca inversa e può comunicare all'utente via voce i tasti premuti ed il risultato ottenuto.
Fornisce anche alcune funzioni di conversione di base fra le seguenti unità di misura:
- Area
- Energia o lavoro
- Lunghezza
- Peso e massa
- Potenza
- Pressione
- Temperatura
- Tempo
- Valuta
- Velocità
- Volume

Il valore monetario delle valute viene aggiornato tramite una connessione a Internet.

## iPadOS
L'applicazione per iPad è stata distribuita con iPadOS 18.